# Уолтер Паркер, Джеймс Роланд
Джеймс Роланд Уолтер Паркер (20 декабря 1919 — 17 ноября 2009, Сомерсет, Великобритания) — британский политический деятель, колониальный администратор, губернатор Фолклендских островов (1977—1980).

## Биография
Начал свою карьеру в 1938 г. в министерстве труда.
Участвовал во Второй мировой войне, был ранен в результате чего ему была ампутирована половина ноги.
После войны продолжил свою работу в министерстве труда.
С 1966 г. — в министерстве иностранных дел. Работал в дипломатических представительствах в Нигерии, Фиджи, Гамбии и Южной Африке.
В 1977—1980 гг. — губернатор Фолклендских островов и Верховный комиссар британских Антарктических территорий.